# Арыстангалиев, Алтыбай
Алтыбай Арыстангалев (каз. Алтыбай Арыстанғалиев, 15 мая 1948; Кзылкогинский район, Гурьевская область, Казахская ССР — 21 августа 2007; Атырау) — ветеран труда, организатор животноводческой отрасли. Лауреат Государственной премии Республики Казахстан в области науки и техники (2005).

## Биография
Алтыбай Арыстангалев Родился 15 мая 1948 года в селе Жаскайрат Кызылкогинского района Гурьевской области.
В 2005 году окончил Атырауское отделение Московского Современного гуманитарного института (заочно).
С 1965 по 1984 годы — тракторист, бригадир в совхозе «Красный Ту».
С 1984 по 1997 годы — заведующий хозяйственной фермой совхоза «Кызыл Ту».
С 1997 по 2003 годы — председатель крестьянского хозяйства «Айбар».
С 2003 по 2006 годы — президент АО «Жаскайрат».
С 2007 года — аким тайсойганского сельского округа.
Арыстангалиев провел большую работу по разведению овец и один из авторов Атырауской мясно-масляной каракульской породы.
Награждён Государственной премией Республики Казахстан в области науки и техники совместно с авторским коллективом за работу «Казахский тип каракульской породы и атырауская порода курдючных овец смушково-мясо-сальной продуктивности: методы выведения, современное состояние и перспективы развития» (2005 года)
Награждён орденом «Знак Почёта» и медалями.